# Adelaide International 1 2022
Adelaide International 1 2022 là một giải quần vợt trong ATP Tour 2022 và WTA Tour 2022. Giải đấu là một phần của ATP Tour 250 và WTA 500 thi đấu trên mặt sân cứng ngoài trời ở Adelaide, Nam Úc, Úc. Đây là lần thứ 3 (nữ) và lần thứ 2 (nam) giải đấu được tổ chức. Giải đấu diễn ra tại Memorial Drive Tennis Centre từ ngày 3–9 tháng 1 năm 2022.
Ashleigh Barty là nhà vô địch nội dung đơn nữ, Gaël Monfils là nhà vô địch nội dung đơn nam. Iga Świątek là đương kim vô địch nội dung đơn nữ và Andrey Rublev là đương kim vô địch nội dung đơn nam. Cả hai đều không bảo vệ được danh hiệu sau khi Świątek thua ơ vòng bán kết trước Barty, và Rublev không tham dự. Với chức vô địch nội dung đôi nữ, Barty có lần thứ ba giành được cả danh hiệu đơn và đôi trong cùng một giải.

## Điểm và tiền thưởng

### Phân phối điểm
| Sự kiện  | VĐ  | CK  | BK  | TK  | Vòng 1/16 | Vòng 1/32 | Q  | Q2 | Q1 |
| Đơn nam  | 250 | 150 | 90  | 45  | 20        | 0         | 12 | 6  | 0  |
| Đôi nam* | 250 | 150 | 90  | 45  | 20        | 0         | —  | —  | —  |
| Đơn nữ   | 470 | 305 | 185 | 100 | 55        | 1         | 25 | 13 | 1  |
| Đôi nữ*  | 470 | 305 | 185 | 100 | 1         | —         | —  | —  | —  |

*mỗi đội

### Tiền thưởng
| Sự kiện   | VĐ       | CK      | BK      | TK      | Vòng 1/16 | Vòng 1/32 | Q2     | Q1     |
| Đơn nam   | $87,370  | $48,365 | $27,220 | $15,490 | $8,890    | $5,200    | $2,540 | $1,320 |
| Đôi nam * | $23,370  | $13,210 | $7,630  | $4,320  | $2,540    | $1,520    | —      | —      |
| Đơn nữ    | $108,000 | $66,800 | $39,000 | $18,685 | $10,000   | $6,750    | $5,020 | $2,585 |
| Đôi nữ *  | $25,230  | $17,750 | $10,000 | $5,500  | $3,500    | —         | —      | —      |

*mỗi đội

## Nội dung đơn ATP

### Hạt giống
| Quốc gia | Tay vợt          | Xếp hạng1 | Hạt giống |
| -------- | ---------------- | --------- | --------- |
| FRA      | Gaël Monfils     | 21        | 1         |
| RUS      | Karen Khachanov  | 29        | 2         |
| CRO      | Marin Čilić      | 30        | 3         |
| USA      | Frances Tiafoe   | 38        | 4         |
| HUN      | Márton Fucsovics | 40        | 5         |
| USA      | Tommy Paul       | 43        | 6         |
| SRB      | Laslo Djere      | 52        | 7         |
| KOR      | Kwon Soon-woo    | 53        | 8         |

- 1 Bảng xếp hạng vào ngày 27 tháng 12 năm 2021.

### Vận động viên khác
Đặc cách:
- Alex Bolt[9]
- Thanasi Kokkinakis[9]
- Aleksandar Vukic

Vượt qua vòng loại:
- Francisco Cerúndolo
- Taro Daniel
- Egor Gerasimov
- Holger Rune

### Rút lui
Trước giải đấu
- Ugo Humbert → thay thế bởi  Juan Manuel Cerúndolo
- Miomir Kecmanović → thay thế bởi  Mikael Ymer
- Sebastian Korda → thay thế bởi  Thiago Monteiro
- Arthur Rinderknech → thay thế bởi  Corentin Moutet

## Nội dung đôi ATP

### Hạt giống
| Quốc gia | Tay vợt           | Quốc gia | Tay vợt            | Xếp hạng1 | Hạt giống |
| -------- | ----------------- | -------- | ------------------ | --------- | --------- |
| CRO      | Ivan Dodig        | BRA      | Marcelo Melo       | 41        | 1         |
| BEL      | Sander Gillé      | BEL      | Joran Vliegen      | 56        | 2         |
| URU      | Ariel Behar       | ECU      | Gonzalo Escobar    | 80        | 3         |
| BIH      | Tomislav Brkić    | MEX      | Santiago González  | 82        | 4         |
| AUS      | Matthew Ebden     | AUS      | John-Patrick Smith | 125       | 5         |
| ISR      | Jonathan Erlich   | SWE      | André Göransson    | 128       | 6         |
| GBR      | Lloyd Glasspool   | FIN      | Harri Heliövaara   | 142       | 7         |
| USA      | Nathaniel Lammons | USA      | Jackson Withrow    | 176       | 8         |

- 1 Bảng xếp hạng vào ngày 27 tháng 12 năm 2021.

### Vận động viên khác
Đặc cách:
- Alex Bolt /  Thanasi Kokkinakis
- Aleksandar Vukic /  Edward Winter

### Rút lui
Trước giải đấu
- Boris Arias /  Federico Zeballos → thay thế bởi  Daniel Altmaier /  Juan Pablo Varillas
- Andrea Arnaboldi /  Alessandro Giannessi → thay thế bởi  Gianluca Mager /  Lorenzo Musetti
- Rohan Bopanna /  Édouard Roger-Vasselin → thay thế bởi  Rohan Bopanna /  Ramkumar Ramanathan
- Benjamin Bonzi /  Arthur Rinderknech → thay thế bởi  Benjamin Bonzi /  Hugo Nys
- Evan King /  Alex Lawson → thay thế bởi  Alex Lawson /  Jiří Veselý
- Frederik Nielsen /  Mikael Ymer → thay thế bởi  Frederik Nielsen /  Treat Huey

## Nội dung đơn WTA

### Hạt giống
| Quốc gia | Tay vợt         | Xếp hạng1 | Hạt giống |
| -------- | --------------- | --------- | --------- |
| AUS      | Ashleigh Barty  | 1         | 1         |
| BLR      | Aryna Sabalenka | 2         | 2         |
| GRE      | Maria Sakkari   | 6         | 3         |
| ESP      | Paula Badosa    | 8         | 4         |
| POL      | Iga Świątek     | 9         | 5         |
| USA      | Sofia Kenin     | 12        | 6         |
| KAZ      | Elena Rybakina  | 14        | 7         |
| UKR      | Elina Svitolina | 15        | 8         |

- 1 Bảng xếp hạng vào ngày 27 tháng 12 năm 2021.

### Vận động viên khác
Đặc cách:
- Priscilla Hon
- Storm Sanders[9]

Vượt qua vòng loại:
- Marie Bouzková
- Lucia Bronzetti
- Ulrikke Eikeri
- Maddison Inglis
- Despina Papamichail
- Daria Saville

### Rút lui
Trước giải đấu
- Belinda Bencic → thay thế bởi  Kaja Juvan
- Ons Jabeur → thay thế bởi  Shelby Rogers
- Barbora Krejčíková → thay thế bởi  Ajla Tomljanović
- Garbiñe Muguruza → thay thế bởi  Kristína Kučová
- Jeļena Ostapenko → thay thế bởi  Misaki Doi
- Karolína Plíšková → thay thế bởi  Heather Watson

## Nội dung đôi WTA

### Hạt giống
| Quốc gia | Tay vợt                | Quốc gia | Tay vợt        | Xếp hạng1 | Hạt giống |
| -------- | ---------------------- | -------- | -------------- | --------- | --------- |
| JPN      | Shuko Aoyama           | JPN      | Ena Shibahara  | 10        | 1         |
| CAN      | Gabriela Dabrowski     | MEX      | Giuliana Olmos | 25        | 2         |
| CRO      | Darija Jurak Schreiber | SLO      | Andreja Klepač | 29        | 3         |
| USA      | Coco Gauff             | USA      | Caty McNally   | 40        | 4         |

- 1 Bảng xếp hạng vào ngày 27 tháng 12 năm 2021.

### Vận động viên khác
Đặc cách:
- Priscilla Hon /  Charlotte Kempenaers-Pocz

### Rút lui
Trước giải đấu
- Alexa Guarachi /  Nicole Melichar-Martinez → thay thế bởi  Sofia Kenin /  Nicole Melichar-Martinez
- Lyudmyla Kichenok /  Jeļena Ostapenko → thay thế bởi  Kateryna Bondarenko /  Lyudmyla Kichenok
- Desirae Krawczyk /  Bethanie Mattek-Sands → thay thế bởi  Ashleigh Barty /  Storm Sanders

## Nhà vô địch

### Đơn nam
- Gaël Monfils đánh bại  Karen Khachanov, 6–4, 6–4

### Đơn nữ
- Ashleigh Barty đánh bại  Elena Rybakina 6–3, 6–2

### Đôi nam
- Rohan Bopanna /  Ramkumar Ramanathan đánh bại  Ivan Dodig /  Marcelo Melo 7–6(8–6), 6–1

### Đôi nữ
- Ashleigh Barty /  Storm Sanders đánh bại  Darija Jurak Schreiber /  Andreja Klepač 6–1, 6–4